# Алонсо, Хоакин
Хоаки́н Ало́нсо Гонса́лес (исп. Joaquin Alonso Gonzalez; род. 9 июня 1956, Овьедо, Овьедо) — испанский футболист, полузащитник. Известен по игре за хихонский «Спортинг». Участник чемпионата мира 1982 года.

## Клубная карьера
Несмотря на то что Хоакин родился в Овьедо, он все 16 лет своей профессиональной карьеры выступал за Спортинг из Хихона. После 17 матчей и одного гола в своем дебютном сезоне в Ла Лиге он стал бесспорным стартовым игроком. Так сыграв со Спортингом до 1992 года, Алонсо достиг отметки в 514 сыгранных матчей и 66 забитых голов.

## Выступление за сборную
Выступая за олимпийскую сборную Испании, играл на летних Олимпийских играх 1980. Дебют за национальную сборную Испании состоялся 14 ноября 1979 года в товарищеском матче против сборной Дании, проходивший в испанском городе Кадис.

### Голы за сборную
| #  | Дата           | Место                         | Соперник | Счет | Результат | Турнир                    |
| -- | -------------- | ----------------------------- | -------- | ---- | --------- | ------------------------- |
| 1. | 3 декабря 1986 | Кемаль Стафа, Тирана, Албания | Албания  | 1–2  | 1–2       | Квалификация на ЕВРО 1988 |